# (6295) Schmoll
(6295) Schmoll est un astéroïde de la ceinture principale.

## Description
(6295) Schmoll est un astéroïde de la ceinture principale. Il fut découvert le 11 février 1988 à La Silla par Eric Walter Elst. Il présente une orbite caractérisée par un demi-grand axe de 2,34 UA, une excentricité de 0,20 et une inclinaison de 3,2° par rapport à l'écliptique.
L'astéroïde est nommé en l'honneur du pianiste et pédagogue Antoine Schmoll.

## Compléments